# Kirkcudbright
Kirkcudbright (spreek uit: Kurkoebrie) is een havenplaats in het Schotse bestuurlijke gebied Dumfries and Galloway, gelegen aan de rivier de Dee. De plaatsnaam is afgeleid van Kirk of St Cuthbert (kerk van St. Cuthbert).
Rond het jaar 1000 werd in deze plaats een abdij gesticht. In de 12e eeuw was er een cisterciënzer nonnenklooster, een augustijner priorij en een koninklijk kasteel. In de 13e eeuw kwam er een franciscaner broederklooster bij.
In 1507 werd het kasteel en een groot deel van de plaats vernietigd door piraten van het eiland Man. In 1543 werd Kirkcudbright een koninklijke burgh met een stadsomwalling. In 1560 wist de plaats een Engelse aanval af te slaan.
In 1570 werd MacLellan's Castle gebouwd; dit kasteel had geen echte verdedigingsfunctie.
In 1864 werd Kirkcudbright aangesloten op het spoornetwerk. In 1965 werd het station gesloten.
De eerste etappe van Glasgow van de Tour of Britain 2019 eindigde op 7 september in Kirkcudbright. De winnaar was de Nederlander Dylan Groenewegen.